# Forteau
Forteau est un village de Terre-Neuve-et-Labrador au Canada, située au sud du Labrador, c'est-à-dire dans la partie continentale de la province.
Le village comptait 409 habitants en 2016.

## Géographie
Le village de Forteau est situé le long de la route 510, entre L'Anse-au-Clair et L'Anse-au-Loup. Forteau est à moins d'une quinzaine de kilomètres de la frontière avec le Québec et la ville de Blanc-Sablon.
Le bourg est situé dans l'anse L'Amour donnant sur le golfe du Saint-Laurent et le détroit de Belle-Isle.

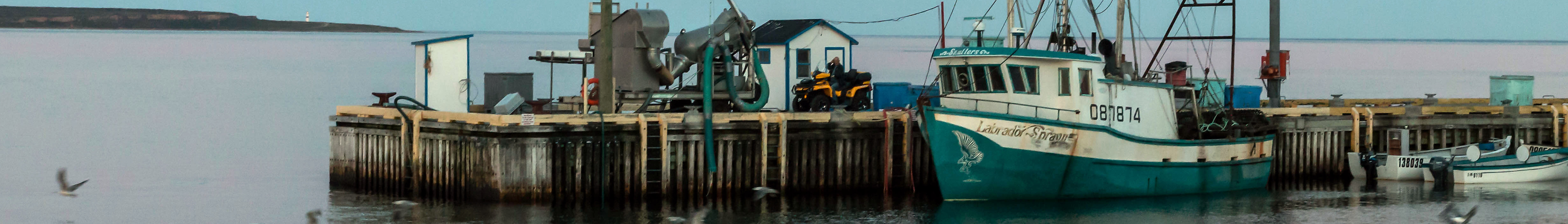
Le petit port d'accostage de Forteau.

## Histoire
Le hameau de L'Anse Amour, dépendant de Forteau, est connu pour son tumulus préhistorique, le plus ancien du Nouveau Monde, et le phare de Point-Amour, le plus haut des Provinces de l'Atlantique.

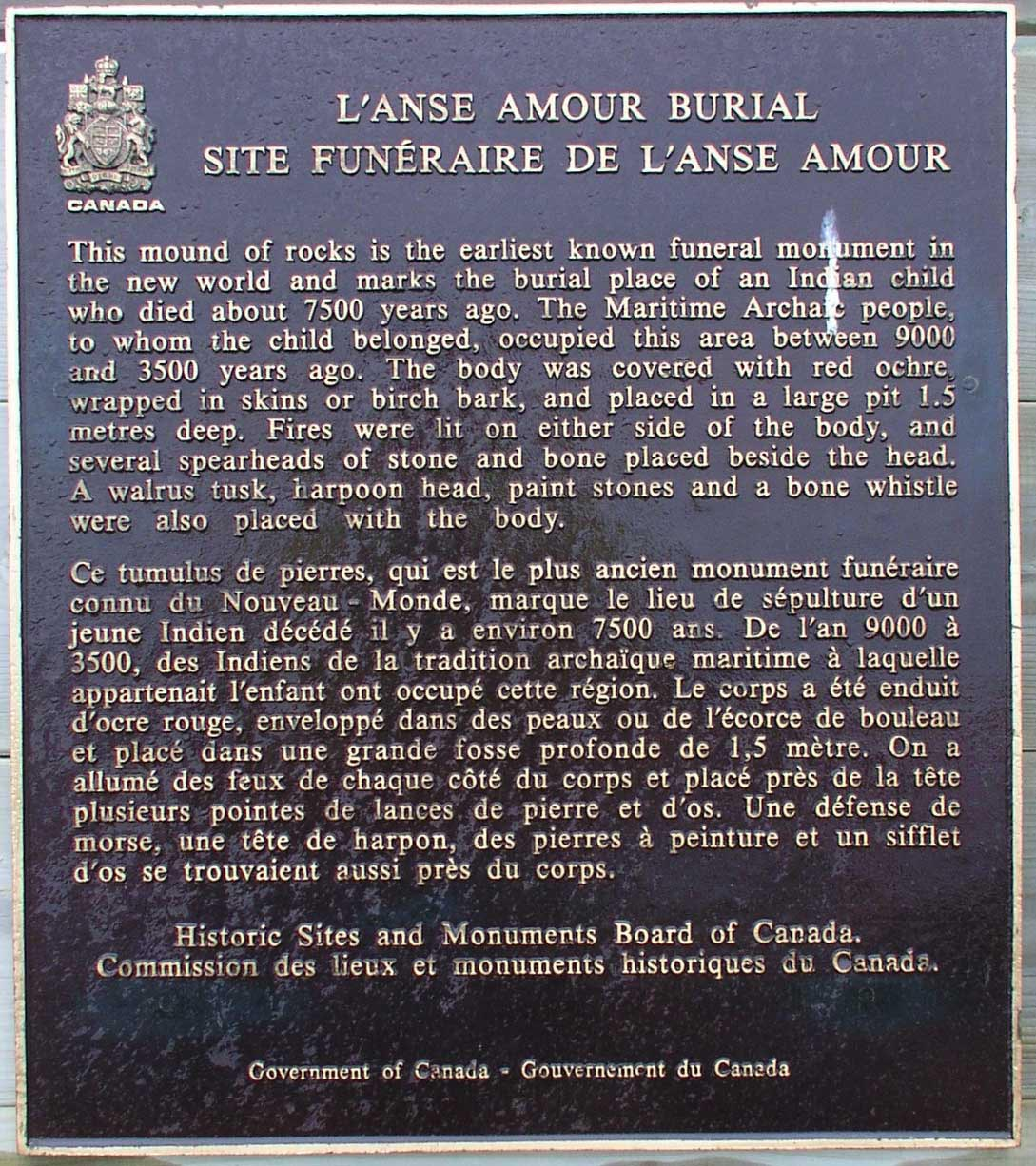
Plaque commémorative du tumulus de L'Anse Amour.